# Jiří Prachař
Jiří Prachař (22. dubna 1936 Roudnice nad Labem – 17. srpna 2021 Písek) byl český sochař.
Svá díla realizoval v Čechách i v zahraničí. Byl věrný tradičním nástrojům a technikám a jeho plastiky navazovaly na principy a tradici klasického sochařství.

## Biografie
V letech 1951–1953 studoval na odborném kamenosochařském učilišti v Žulové. Dále pokračoval v letech 1953–1957 na Střední uměleckoprůmyslové škole Uherské Hradiště u prof. Jana Habarty. V roce 1965 zakončil svá studia na pražské Akademii výtvarných umění v ateliéru prof. Karla Hladíka. Hned po ukončení studia se Jiří Prachař přestěhoval do Písku, kde začal budovat svou sochařskou kariéru.
Už jako začátečník spolupracoval s architekty a podílel se na jejich projektech. V roce 1965 začal samostatně vystavovat. Výstavy realizoval doma, ale také v Německu, Rakousku, Francii, Maďarsku aj. V roce 1989 se zúčastnil sochařského sympozia v Chocomyšli.

## Dílo

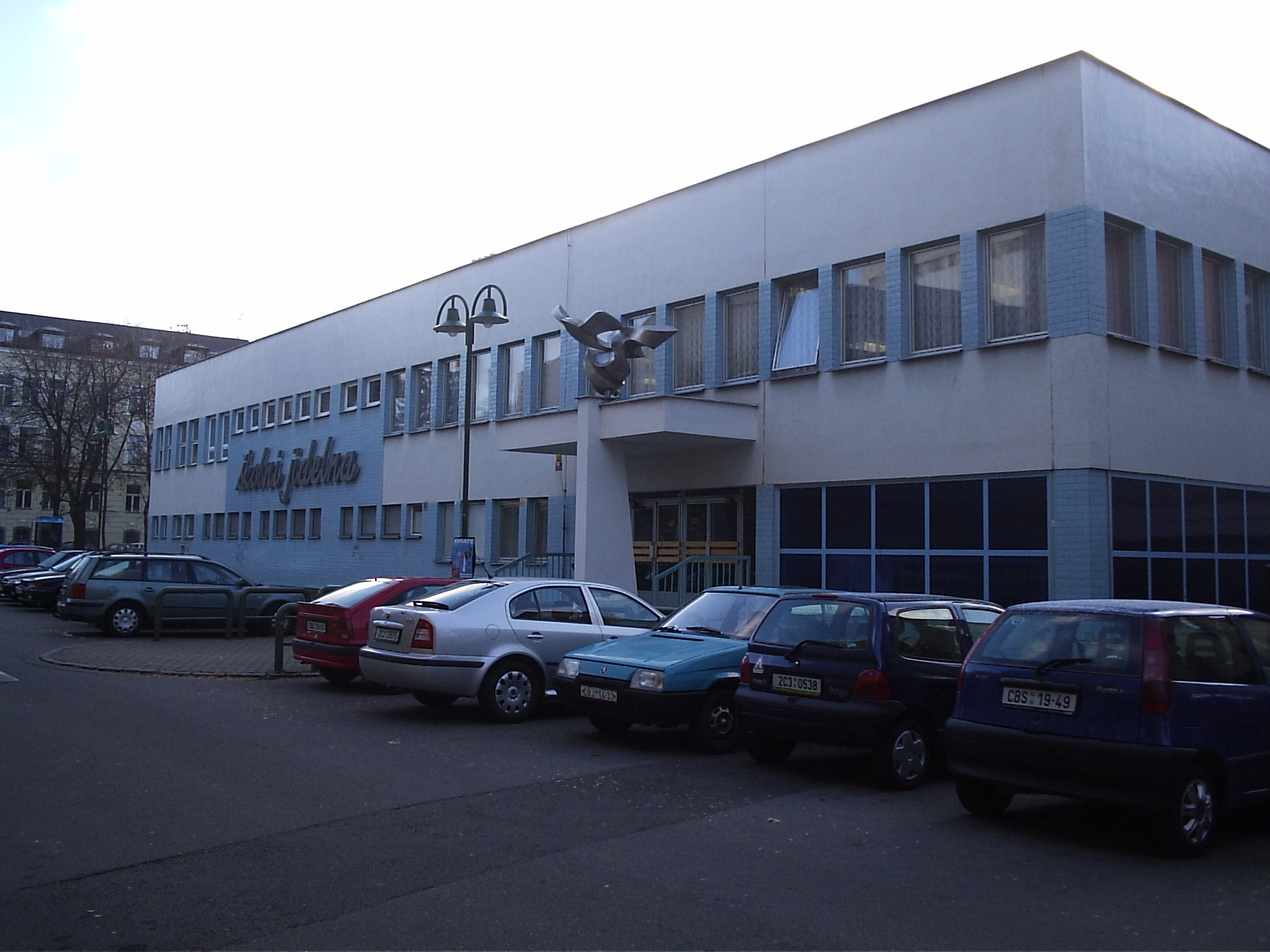
Plastika Ptáci, České Budějovice

- Váhy prodejna smíšeného zboží v ulici Julia Fučíka (ul.Rašínova)
- kovová plastika Lekníny na Sídlišti Dr. Horákové, Písek, 1966
- socha Ryby
- dřevěný reliéf Slovanství mít průchod u Družby na sídlišti Jih, Písek, 1981
- Teplo
- kovová plastika Dialog Zš E.Beneše
- plastika Divoké květy
- exteriérová plastika Fontána
- socha Pohádka pro mateřskou školu v Českých Budějovicích
- socha Rýžování zlata na Otavě před OD Racek v Písku[6]
- Vyznání Kameni - Sousoší před kulturním domem na sídlišti
- Mír [7]
- socha Holubice u Základní školy Helsinská
- socha Věštba větru - park u budovy nové Fakultní nemocnice na Lochotíně
- socha Torzo - Most
- socha Celista
- socha Zrod
- socha Spolu[8]
- socha Rozlet, nad vchodem do jídelny, ulice U Tří lvů, České Budějovice, 1988
- socha Mateřství[9]
- sousoší Kolektivizace, Pluhův Žďár, 1989[10]
- Pomník osvobození, Třeboň, 1985[11]
- Ptáci, České Budějovice, 1988[12]
- Stranický symbol Plameny a pěsti, ulice Na Výstavišti, Písek, 1985[13]

Jeho prvním dílem zasazeném do prostředí Písku byla pískovcová socha a kovová plastika z roku 1966. Socha Váhy byla postupně ničena vandaly a nakonec bylo přistoupeno k jejímu úplnému odstranění. Kovová plastika Lekníny si své místo zachovala. Jeho dalším zachovaným dílem je kašna Rýžování zlata na řece Otavě z roku 1976. V Písku zůstaly čtyři Prachařova díla z kovu, a to výše zmiňovaná plastika Lekníny, dále socha s názvem Teplo, umístěna v blízkosti písecké Teplárny a Ryby ze sídliště Jih. Někdo se pokusil jednu z ryb odcizit, což se mu však nepodařilo. V současné době je ryba uložena ve skladu Městských služeb. V Písku se částečně dochovala jedna jeho dřevěná skulptura s názvem Slovanství mít dílo z roku 1981 umístěné na stěně průchodu u Družby. Z původních čtrnácti realizací se jich zachovalo jedenáct, pět soch je zachovaných pouze částečně.

## Galerie

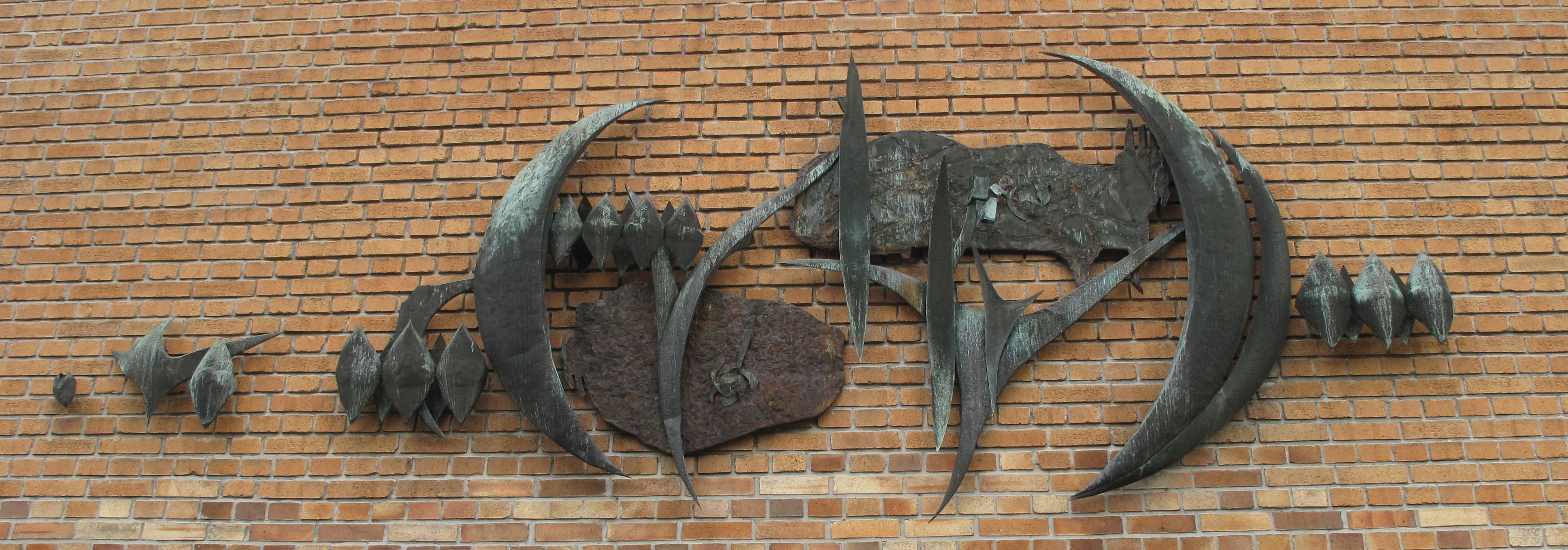
Lekníny, 1966, tepaný plech, budova samoobsluhy na Sídlišti Dr. Horákové, Písek
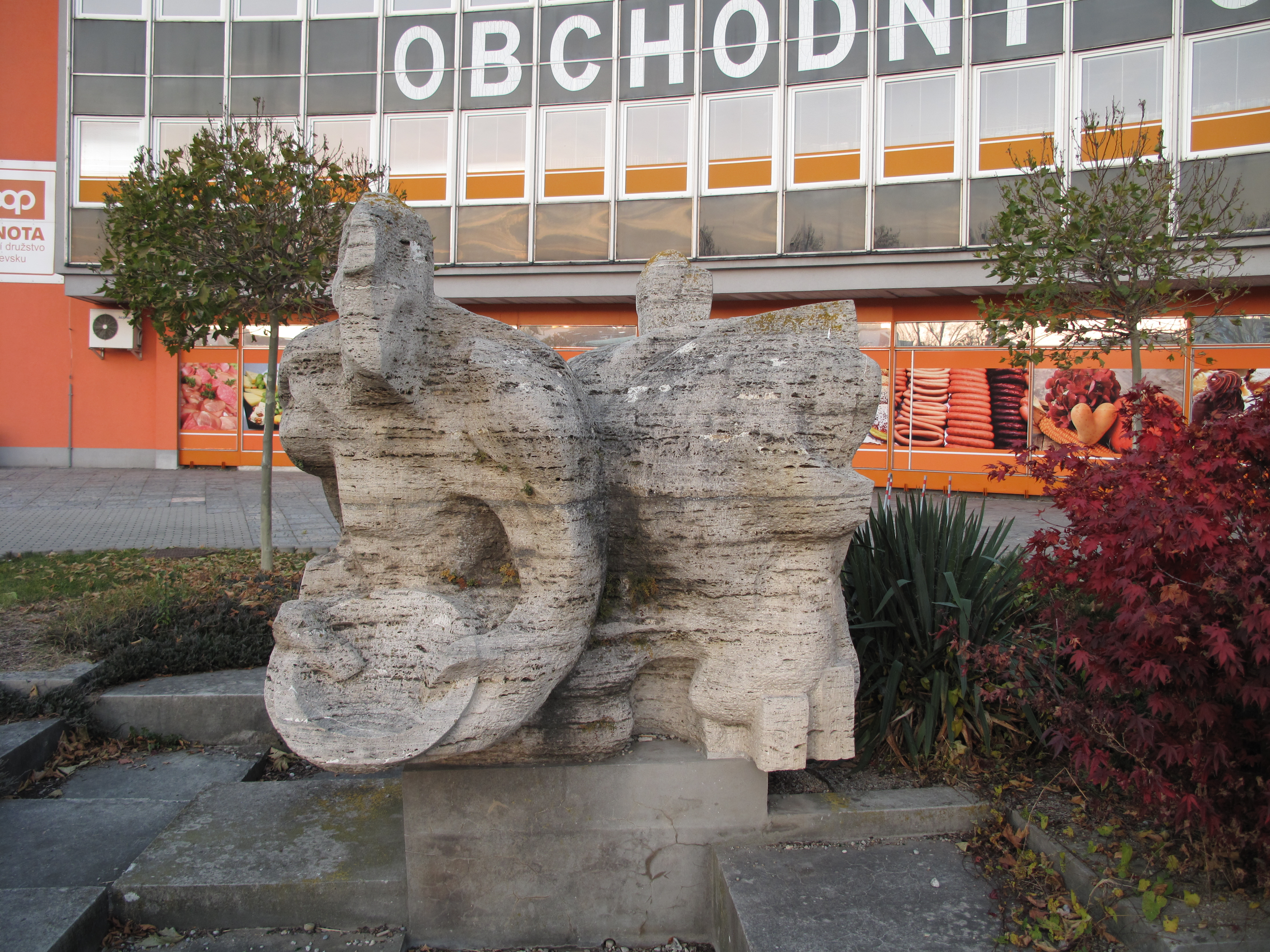
Rýžování zlata na řece Otavě, 1976, travertin, před obchodním domem Racek v Písku
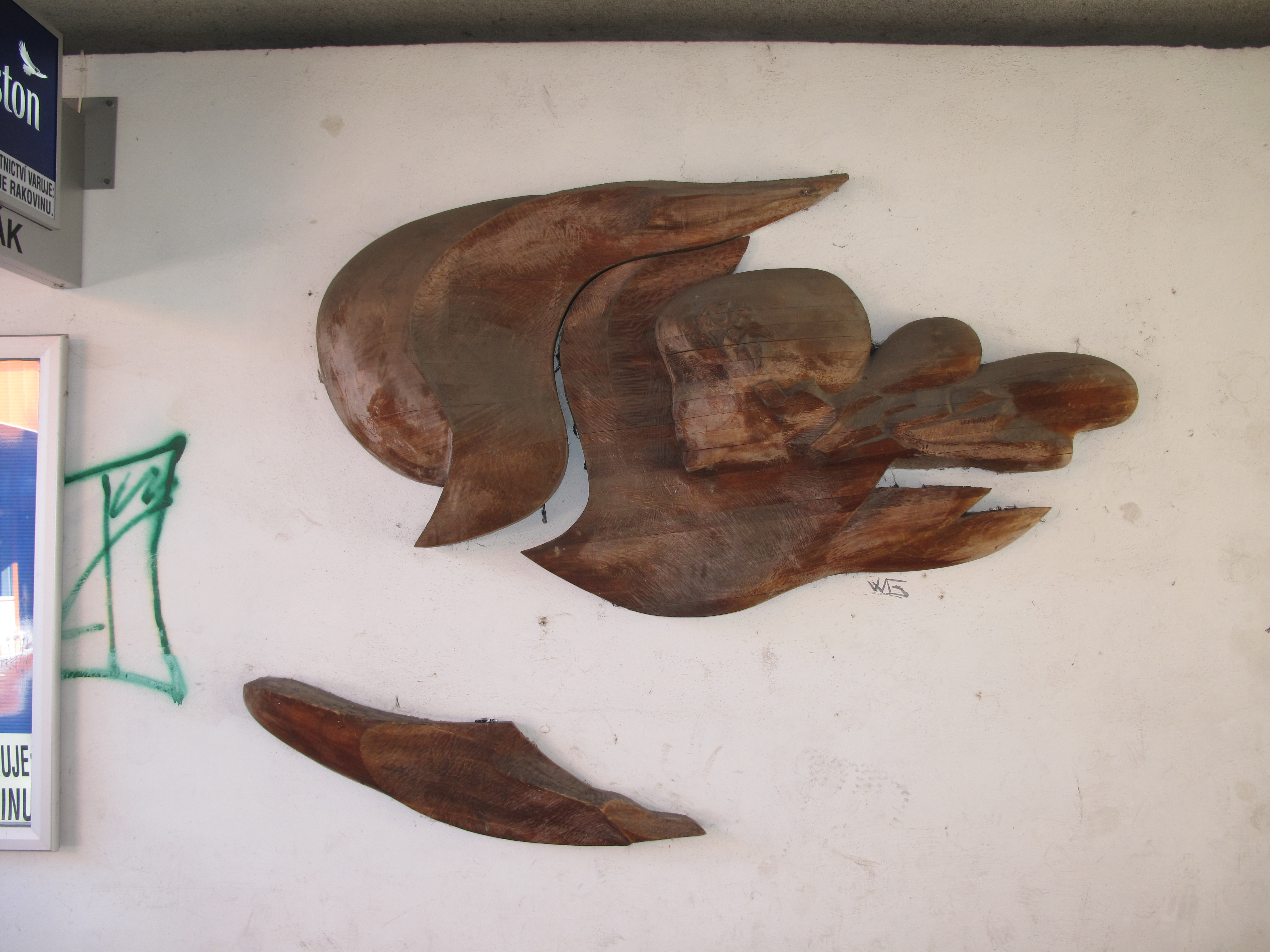
Slovanství mít, 1981, dřevo, v podchodu obchodní části na sídlišti Jih v Písku
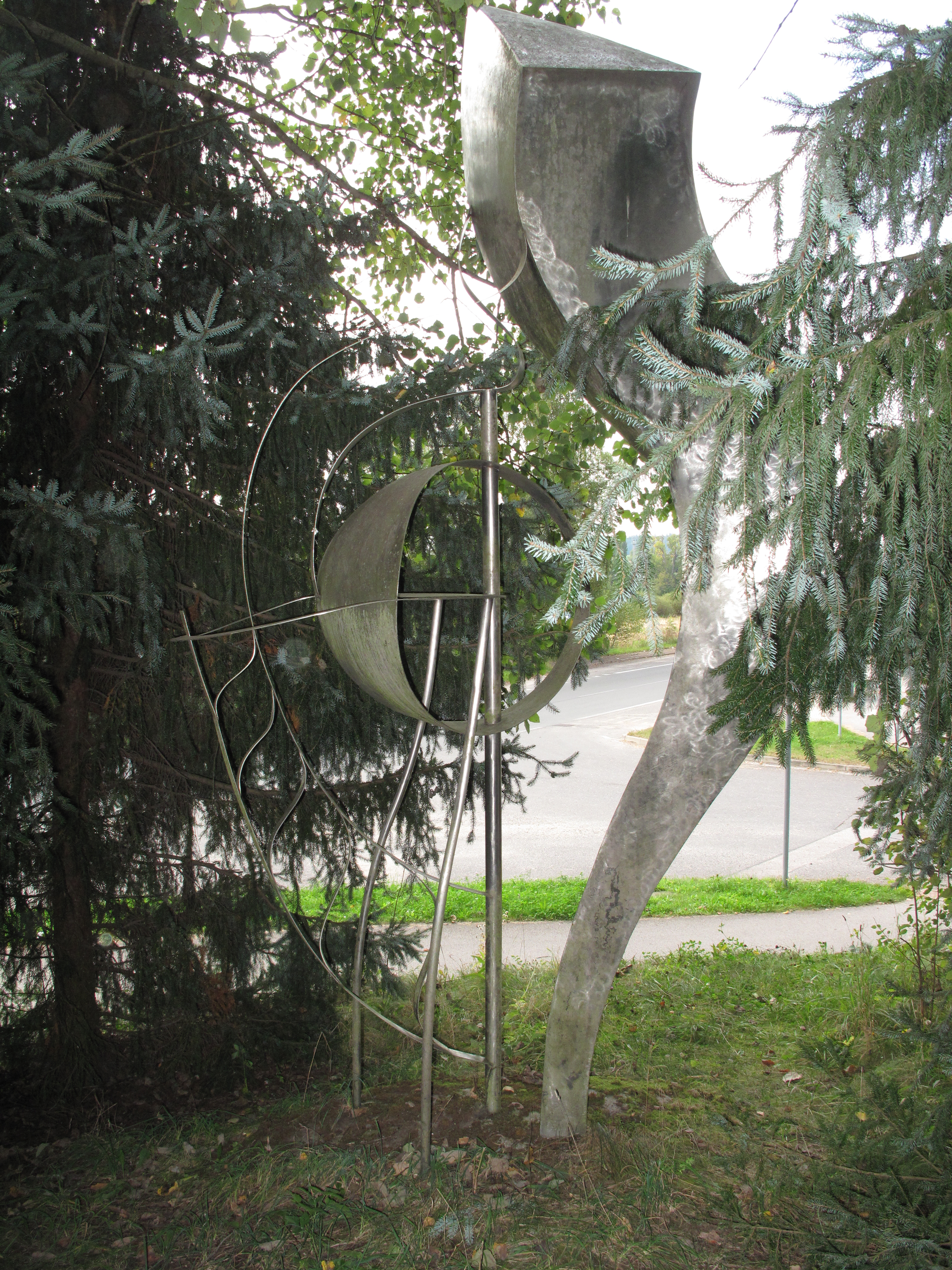
Tepelná energetika, 1985, plech, nedaleko teplárny Písek